# Ipocondria (Giancane)
Ipocondria è un singolo del cantautore italiano Giancane, pubblicato il 4 maggio 2018 per l'etichetta Woodworm.
Il singolo ha visto la collaborazione del rapper italiano Rancore.

## Video musicale
Il videoclip, realizzato da Davide Bastolla con i disegni di Zerocalcare, è stato pubblicato il giorno dell'uscita del singolo sul canale YouTube del cantante.

## Tracce
1. Ipocondria – 3:47